# Xenophrys
Xenophrys é um género de anfíbio anuro da família Megophryidae.

## Espécies
- Xenophrys aceras (Boulenger, 1903)
- Xenophrys auralensis (Ohler, Swan, and Daltry, 2002)
- Xenophrys baluensis (Boulenger, 1899)
- Xenophrys baolongensis (Ye, Fei, and Xie, 2007)
- Xenophrys binchuanensis (Ye and Fei, 1995)
- Xenophrys binlingensis (Jiang, Fei, and Ye, 2009)
- Xenophrys boettgeri (Boulenger, 1899)
- Xenophrys brachykolos (Inger and Romer, 1961)
- Xenophrys caudoprocta (Shen, 1994)
- Xenophrys damrei (Mahony, 2011)
- Xenophrys daweimontis (Rao and Yang, 1997)
- Xenophrys dringi (Inger, Stuebing, and Tan, 1995)
- Xenophrys gigantica (Liu, Hu, and Yang, 1960)
- Xenophrys glandulosa (Fei, Ye, and Huang, 1990)
- Xenophrys huangshanensis (Fei and Ye, 2005)
- Xenophrys jingdongensis Fei and Ye, 1983
- Xenophrys kuatunensis (Pope, 1929)
- Xenophrys lekaguli (Stuart, Chuaynkern, Chan-ard, and Inger, 2006)
- Xenophrys longipes (Boulenger, 1886)
- Xenophrys major (Boulenger, 1908)
- Xenophrys mangshanensis Fei and Ye, 1990
- Xenophrys medogensis (Fei and Ye, 1983)
- Xenophrys minor Stejneger, 1926
- Xenophrys nankiangensis (Liu and Hu, 1966)
- Xenophrys omeimontis (Liu, 1950)
- Xenophrys pachyproctus (Huang, 1981)
- Xenophrys palpebralespinosa (Bourret, 1937)
- Xenophrys parallela (Inger and Iskandar, 2005)
- Xenophrys parva (Boulenger, 1893)
- Xenophrys robusta (Boulenger, 1908)
- Xenophrys sangzhiensis (Jiang, Ye, and Fei, 2008)
- Xenophrys serchhipii Mathew and Sen, 2007
- Xenophrys shapingensis (Liu, 1950)
- Xenophrys shuichengensis (Tian, Gu, and Sun, 2000)
- Xenophrys spinata (Liu and Hu, 1973)
- Xenophrys takensis (Mahony, 2011)
- Xenophrys tuberogranulatus (Shen, Mo and Li, 2010)
- Xenophrys wawuensis (Fei, Jiang, and Zheng, 2001)
- Xenophrys wuliangshanensis (Ye and Fei, 1995)
- Xenophrys wushanensis (Ye and Fei, 1995)
- Xenophrys zhangi (Ye and Fei, 1992)
- Xenophrys zunhebotoensis Mathew and Sen, 2007